# 天主教图尔总教区
天主教图尔总教区（拉丁語：Archidioecesis Turonensis）是罗马天主教在法国设立的一个总教区，教区成立于3世纪，升格于5世纪。
2002年，图尔教省失去了所有历史上的附属教区，例如勒芒教区和昂热教区，那些教区均属于布列塔尼和卢瓦尔河地区，被划归雷恩教省。而图尔教省的范围变为相当于中央大区，新的附属教区为布爾日總教區（其教省中心的地位移交给克莱蒙费朗）、布盧瓦教區（历史上属于桑斯教省）、沙特爾教區和奧爾良教區。
现任总主教為雲先·若爾迪，榮休總主教為伯爾納鐸-尼各老·奧伯爾坦。